# 新乐镇
新乐镇，是中华人民共和国四川省泸州市纳溪区下辖的一个乡镇级行政单位。2019年12月，将原棉花坡镇金凤村、龙蟠村、伏龙村、高洞村、韩桥村、棋盘村所属行政区域划归新乐镇管辖；将新乐镇桂花村、石龙村、石银村、三江村所属行政区域划归安富街道管辖。

## 行政区划
新乐镇下辖以下地区：
长安村、大河村、炳灵村、百梯村、桂花村、石龙村、石银村、铜鼓村和三江村。
2019年12月调整后，新乐镇辖长安村、大河村、金凤村、龙蟠村、伏龙村、高洞村、韩桥村、棋盘村所属行政区域。